# Alex Penkala
Alex M. Penkala (30 augustus 1924 - 10 januari 1945) was een Amerikaans militair. Tijdens de Tweede Wereldoorlog vocht hij in Easy Company van het 506th Parachute Infantry Regiment, 101e Luchtlandingsdivisie, beschreven in het boek en de televisieserie Band of Brothers.

## Tweede Wereldoorlog
Penkala werd geboren en getogen in South Bend, Indiana. Penkala ging in het leger en genoot zijn opleiding tot parachutist in Camp Toccoa, Georgia.
Penkala kwam op 6 juni 1944, tijdens de landing in Normandië, voor het eerst in actie. In september 1944 werden Penkala en zijn eenheid opnieuw gedropt achter de vijandelijke linies. Als onderdeel van Operatie Market Garden sprong hij samen met zijn eenheid nabij Eindhoven uit het vliegtuig. De 101e luchtlandingsdivisie had als doel Eindhoven en de bruggen bij Son en Veghel te veroveren. De Easy Company volbracht haar taak, maar operatie Market Garden mislukte uiteindelijk toch. Na het mislukken van de operatie werd de Easy Company tijdelijk uit de frontlinie genomen. De eenheid kreeg de kans om in Frankrijk weer op krachten te komen. Na te zijn uitgerust en weer aangevuld met reserves, kreeg de Easy Company opnieuw een bijzondere taak. De Duitsers waren een offensief in de Ardennen begonnen, waarbij de stad Bastenaken van groot belang was. Ditmaal werd de 101e luchtlandingsdivisie ingezet als een 'gewone' eenheid. Echter, door de ervaring om te kunnen omgaan met een omsingeling, werd besloten de luchtlandingsdivisie in te zetten. De divisie werd meermaals door de Duitse artillerie onder vuur genomen, hetgeen Alex Penkala het leven kostte. Zijn schuttersputje werd, net buiten de stad Foy, getroffen door een inslaande artilleriegranaat. Zowel Penkala als Warren "Skip" Muck, die zich eveneens in het schuttersputje bevond, kwamen om het leven.
Penkala werd begraven op de Amerikaanse Begraafplaats in Hamm, Luxemburg.

## Band of Brothers
In de miniserie Band of Brothers wordt het personage van Alex Penkala vertolkt door acteur Tim Matthews.